# Andrzej Marcinkowski
Andrzej Marcinkowski (ur. 28 lutego 1929 w Poznaniu, zm. 13 marca 2010) – polski prawnik i urzędnik państwowy, adwokat, wiceminister sprawiedliwości (1991–1994) i minister w Kancelarii Prezydenta Rzeczypospolitej Polskiej (1995).

## Życiorys
Był harcerzem Szarych Szeregów, a także powstańcem warszawskim. Ukończył studia na Wydziale Prawno-Ekonomicznym Uniwersytecie im. Adama Mickiewicza w Poznaniu. Praktykował w zawodzie adwokata. Był też urzędnikiem resortu sprawiedliwości (od 1991 do 1994 pełnił funkcję podsekretarza stanu). W rządzie Jana Krzysztofa Bieleckiego od listopada do grudnia 1991 faktycznie przejął kierownictwo resortem (po objęciu przez dotychczasowego ministra Wiesława Chrzanowskiego funkcji marszałka Sejmu). Od maja do grudnia 1995 pełnił funkcję podsekretarza stanu w Kancelarii Prezydenta RP Lecha Wałęsy.

## Odznaczenia i wyróżnienia
Odznaczony Krzyżem Komandorskim (1995) oraz Krzyżem Komandorskim z Gwiazdą (1998) Orderu Odrodzenia Polski. Został także wyróżniony odznaką „Adwokatura Zasłużonym”.